# Gurdjieff Ensemble
Le Gurdjieff Ensemble est un groupe de musique arménienne qui a été créé en 2008 par Levon Eskenian.

## Historique

### Origines du projet
L'idée de ce projet était de réinterpréter des transcriptions pour piano de Thomas de Hartmann (en), à partir des morceaux collectés et utilisés par Georges I. Gurdjieff, un compositeur arménien, philosophe et professeur spirituel du XXe siècle, lors de ses travaux en groupe autour de la méthode de la Quatrième voie.
L'intention principale de Levon Eskenian à la création de cet ensemble était de redonner vie aux traditions musicales arméniennes qui ont nourri Gurdjieff.
C'est pourquoi il souhaita créer des arrangements « ethnographiquement authentiques » des morceaux du philosophe et compositeur.
Il réalise alors ces arrangements pour ensemble et crée le Gurdjieff Ensemble en 2008, entouré de musiciens arméniens, jouant tous des instruments traditionnels d'Arménie et du Moyen-Orient.

### Music of Georges I. Gurdjieff- Juillet 2011
Leur premier album, Music of G. I. Gurdjieff, sort en 2011 sur le label allemand de jazz ECM Records. Cette œuvre originale, composée de 17 morceaux, a été bien reçue par le public et la presse spécialisée, et a remporté différents awards dont celui de l'« album de l'année » aux Edison Awards de 2012 aux Pays-Bas.
Levon Eskenian et ses musiciens, à travers ce premier opus, parviennent à rendre hommage et à attirer l'attention sur les racines musicales folklorique et spirituelle à la fois arménienne, grecque, arabe, kurde, assyrienne, perse et plus largement caucasienne.
Ce premier projet, Music of G. I. Gurdjieff, est donc à la fois une œuvre musicale, historique, spirituelle et ethnographique.

### Komitas- Octobre 2015
À la demande du producteur et fondateur du label ECM Records, Manfred Eicher, Levon Eskenian réalise deux nouveaux enregistrements centrés sur le travail du prêtre et compositeur Komitas Vardapet (1869-1935)
Dans le making-of de ces enregistrements, Eskenian explique son enthousiasme quant à la réalisation de ces projets : « Dès l'origine de la formation du Gurdjieff Ensemble, j'avais à l'esprit la musique de Komitas. Je savais que je voulais réaliser un arrangements d'instruments authentiques et lorsque l'on a discuté avec Manfred Eicher de notre second album, il nous a suggéré de nous concentrer sur sa musique. J'étais très heureux car son travail m'avait toujours intéressé, avant même qu'Eicher nous en parle. Je me suis donc totalement immergé dans ses compositions. J'ai été étonné de voir comment au piano, avec une telle précision, Komitas a voulu reproduire le son, l'articulation et le rythme de ces instruments originaux. Le résultat est qu'il a composé des morceaux vraiment unique, avec une structure elle aussi très spéciale. C'est ce que l'on a voulu recréer avec ce deuxième . »
Les deux albums sont enregistrés en février 2015 à Lugano, en Suisse, au studio Auditorio Stelio Molo RSI. Le premier enregistrements, intitulé sobrement Komitas, est celui du Gurdjieff Ensemble. Il sort quelques mois plus tard, le 2 octobre 2015, sur le label ECM Records.
Le second opus, Komitas: Piano Composition, est un album co-produit par Levon Eskenian pour la pianisite arménienne Lusine Grigoryan et est distribué sur le même label, ECM Records, depuis novembre 2017. Cet album peut être considéré comme un volume accompagnant au piano l'album Komitas du Gurdjieff Ensemble. En effet, il ne fait pas véritablement partie de la discographie du groupe, mais leurs sessions d'enregistrements communes et leurs compositions musicales en référence à Komitas montrent une certaine cohérence entre ces deux projets.

## Les musiciens du Gurdjieff Ensemble
Le Gurdjieff Ensemble, sous la conduite de Levon Eskenian le directeur artistique du groupe, est composé de 10 musiciens, tous pratiquant d'un instrument authentique du Caucase : 
- Emmanuel Hovhannisyan  – duduk, zourna, pku
- Avag Margaryan – blul , zourna
- Armen Ayvazyan – kamancha
- Aram Nikoghosyan – oud
- Meri Vardanyan – kanon
- Vladimir Papikyan – santur, voix
- Davit Avagyan – tar, saz
- Mesrop Khalatyan – dap/dhol
- Norayr Gapoyan – duduk
- Eduard Harutyunyan – tmbouk, cymbals, bell